# Progress marketing
Il progress marketing è un ramo del marketing sviluppatosi grazie all'innovazione tecnologica e che focalizza la propria attenzione sui cosiddetti nuovi media e le relative tendenze comportamentali dei consumatori.
Tra gli obiettivi, quello di offrire alle aziende processi di miglioramento delle performance attraverso sistemi di business intelligence mentre la campagna promozionale è in corso, apportando modifiche migliorative in tempo reale grazie all’adozione di sistemi di data mining e learning machine che permettono una personalizzazione efficace delle offerte e dei percorsi di loyalty in atto.
Tali strategie mirano al miglioramento dell'interazione per accrescere le potenzialità di ingaggio e coinvolgimento dell'utente, a influenzare il comportamento d'acquisto, a potenziare e incentivare il traffico verso un determinato punto vendita, o ancora a fidelizzare il consumatore al marchio, a un servizio o a un prodotto specifico. Il progress marketing unisce di fatto, attraverso l'analisi dei big data promozionali, i punti di contatto della marca con l'incremento delle vendite attraverso azioni di one to one marketing digitali.